# 822년

## 연호
- 당(唐) 장경(長慶) 2년
- 일본(日本) 고닌(弘仁) 13년

## 기년
- 당(唐) 목종(穆宗) 2년
- 신라(新羅) 헌덕왕(憲德王) 14년
- 발해(渤海) 선왕(宣王) 5년

## 사건
- 신라(新羅)의 지방 호족인 김헌창이 모반을 일으킨다.

## 사망
- 김헌창, 신라 말에 반란을 일으킨 신라의 귀족.